# Цаплюк, Игорь Юрьевич
Игорь Юрьевич Цаплюк (род. 3 ноября 1970, Днепропетровск) — советский, российский и белорусский футболист, защитник.

## Карьера игрока
Первым профессиональным клубом Игоря Цаплюка стал в 1991 году «Вулкан» Петропавловск-Камчатский. Следующие два сезона выступал в чемпионате Белоруссии за «Строитель» Старые Дороги, а в 1993 году сыграл три матча в Высшей лиге России за «КАМАЗ».
В течение 6 лет играл за нижнекамский «Нефтехимик», в 2000 году играл за команды первой лиги Белоруссии — «Лунинец» и «Гранит», а завершал карьеру в жодинском «Торпедо».
С 2004 по 2010 годы работал на административных должностях в «Торпедо» (Жодино), последняя должность — генеральный директор. По состоянию на 2013 и 2019 годы возглавлял департамент по проведению соревнований АБФФ.